# Vaire-Arcier
Vaire-Arcier is een voormalige gemeente in het Franse departement Doubs in de regio Bourgogne-Franche-Comté en telt 515 inwoners (2005).

## Geschiedenis
Vaire-Arcier is ontstaan door de samenvoeging van de plaatsjes Arcier en Vaire-le-Grand. Het behoorde tot het kanton Marchaux tot dit op 22 maart 2015 werd opgeheven. De gemeente werd ingedeeld met het op diezelfde dag gevormde kanton Besançon-5. Op 1 juni 2016 fuseerde de gemeente Vaire-Arcier met de gemeente Vaire-le-Petit tot de huidige gemeente Vaire. Deze gemeente maakt deel uit van het arrondissement Besançon.

## Geografie
De oppervlakte van Vaire-Arcier bedraagt 12,8 km², de bevolkingsdichtheid is 40,2 inwoners per km².
De onderstaande kaart toont de ligging van Vaire-Arcier met de belangrijkste infrastructuur en aangrenzende gemeenten.

## Demografie
Onderstaande figuur toont het verloop van het inwonertal (bron: INSEE-tellingen).